# Timi Hansen
Timi Holm Hansen znany także pod pseudonimem Grabber (ur. 28 października 1958 w Kopenhadze, zm. 4 listopada 2019) – duński basista heavymetalowy. Był znany ze swojej pracy w zespole Mercyful Fate jak i również solowym zespole Kinga Diamonda.
Hansen był oryginalnym basistą Mercyful Fate i grał z zespołem aż do jego rozpadu w 1985 roku. Wcześniej grał w zespole Brats gdzie grał m.in. Hank Shermann. Potem dołączył do zespołu Kinga Diamonda gdzie grał aż do 1987 roku. Ponownie dołączył do Mercyful Fate w 1992 r. a po roku ponownie odszedł.
Hansen brał także udział w późniejszych reaktywacjach Mercyful Fate m.in. w 2008 i 2011 roku. Dołączył do składu w 2019 roku. Jednak 1 sierpnia pojawiła się informacja iż Hansen nie weźmie udziału w trasie z powodu walki z rakiem.
Zmarł 4 listopada 2019 roku na raka. Został zastąpiony przez Joeya Verę.

## Dyskografia
Z Mercyful Fate
- Mercyful Fate (1982, EP)
- Melissa (1983)
- Don’t Break the Oath (1984)
- In the Shadows (1993)

Z King Diamond
- Fatal Portrait (1986)
- Abigail (1987)
- In Concert 1987: Abigail (1991, album koncertowy)